# Гаукур Галльдоурссон
Гаукур Галльдоурссон (4 липня 1937, Рейк'явік — 30 липня 2024) — ісландський художник й ілюстратор. Після початку кар'єри графічного дизайнера й ілюстратора він став візуальним художником. Творчість Галльдоурссона також включає скульптуру. Разом зі своєю донькою Гуннгільдур Гауксдоттір він є співавтором колоди карт у стилі Іггдрасілля.

## Біографія та особисте життя
Гаукур Галльдоурссон народився у Рейк'явіку у 1937 році. Він одружився з Сіґрун Крістіянсдоттір. У пари народилося троє дітей: син Крістіан Мара Гаукссон, який працює в сфері цифрової реклами, донька Галгердюр Гауксдоттір, голова Ісландської асоціації тварин і сучасна художниця Гуннгільдур Гауксдоттір, яка працювала з батьком на кількох проєктах. Він активний в ісландській неоязичницькій організації Асатруарфелагід. У 1994 році він балотувався на виборах, щоб стати аллсгеряргордом організації, але програв Йормундуру Інґі Гансену. Крім художньої роботи Галльдоурссон протягом багатьох років був комерційним дизайнером, моряком і будівельником.
Помер в Ісландії 30 липня 2024 року.

## Освіта та початок кар'єри
Він навчався в Ісландському коледжі мистецтв і ремесел, але так і не закінчив його. Для продовження навчання у галузі дизайну та друку він поїхав до Копенгагена та повернувся до Ісландії на початку 1960-х. Там він заснував рекламне агентство Cello разом зі своїм другом з Данії, Егілом Нордгаймом. Згодом він створив дизайнерське агентство Kassgerðin у партнерстві з Брагі Гінрікссоном. Після Kassgerðin він працював незалежно у рекламі до початку 1980-х років, коли почав розвивати себе як художника.
Під час роботи дизайнером він працював над кількома проєктами, починаючи від марок і закінчуючи різними дизайнами пакування. У Kassagerðin він створив рекламний матеріал для H-dagurinn у 1968 році, коли Ісландія перейшла з лівого руху на правий.

## Як художник
Його перша художня виставка відбулася у галереї «Djupið» у Рейк'явіку у 1978 році з Ейнаром Орстейном Асгейрссоном. У 1980 році у Рейк'явіку відбулася його перша персональна виставка у галереї композитора Йоганна Г. Йоганнсона «Torg». Відтоді пройшли численні виставки у Європі, Китаї та США. Попри зосередженості Гаукура на малюнку та ілюстрації, він працював та досліджував різні засоби, як-от живопис, скульптура та виготовлення прикрас.
Основна тема робіт Галльдоурссона пов'язана з фольклором його рідної Ісландії, братами Грімм, кельтською та скандинавською міфологіями. Створив численні малюнки й ілюстрації на ці теми. Галльдоурссон багато подорожував, зокрема до Китаю, різних країн Європи та США, досліджуючи мистецтво. У Нью-Мексико він зустрівся з індіанцями навахо та спостерігав за мистецтвом лиття у піщані форми, яке пізніше застосував у своїй художній практиці.
Його роботи, починаючи з 1978 року, поєднують різні елементи зі світів фентезі, міфів і повсякденного досвіду. Його мистецькі роботи часто містять міфічні та магічні сутності, оскільки більша частина пов'язана з північноєвропейською та скандинавською міфологією. Він зібрав відомості про історичні язичницькі європейські календарі та міфи, пов'язані з різними частинами року, що стало основою для деяких його творів.
Однією з його найвідоміших робіт є «Heimskautsgerðið», серія кіл і базальтових колон, які почали будувати у 2004 році у селі Рейваргебн на північному сході Ісландії. Композиція має діаметр 52 метри, функціонує як язичницький календар із численними посиланнями на скандинавську міфологію, зокрема на «Пророкування вельви» Старшої Едди.

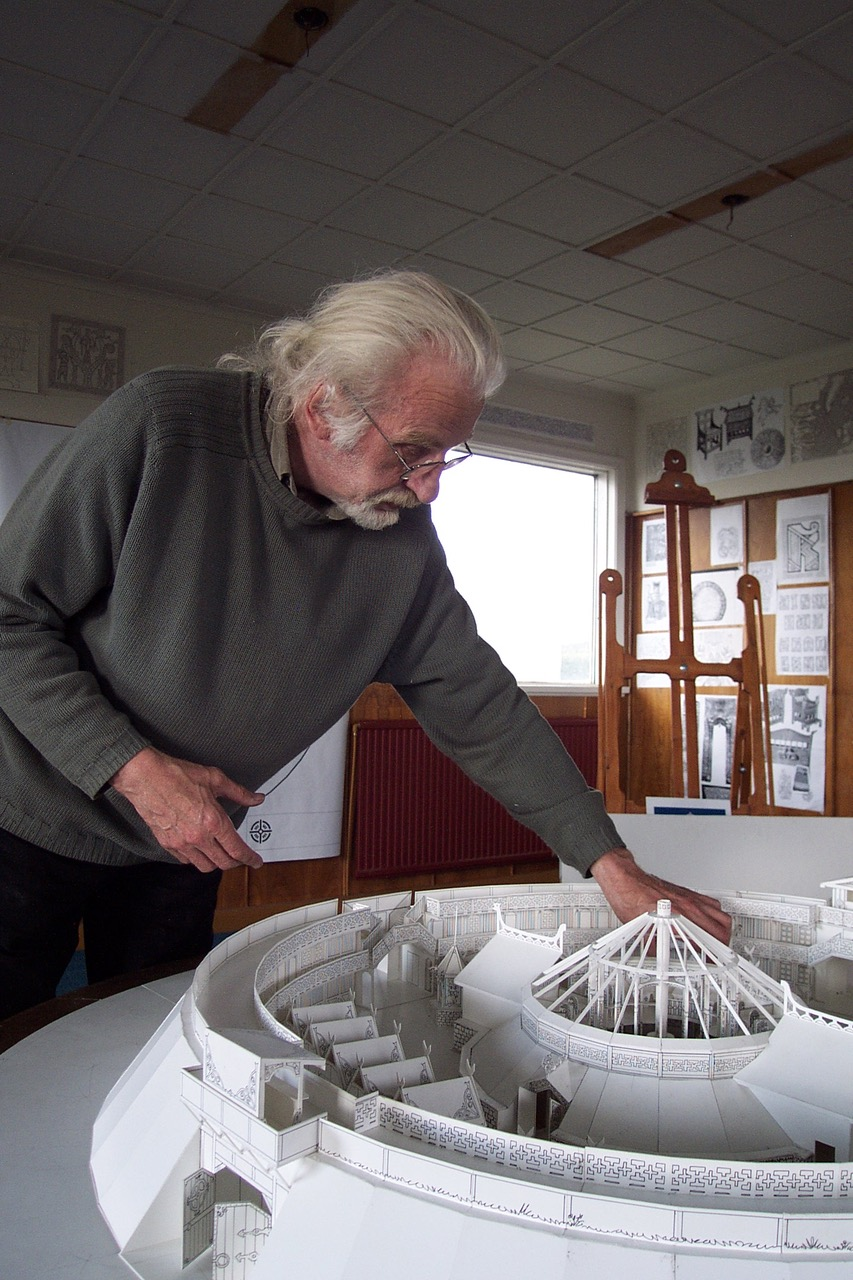
Гаукур Галльдоурссон налаштовує модель села вікінгів (2002)

Серед його останніх робіт — колода карт у стилі Іггдрасілля, над якою він працював разом зі своєю донькою Гуннгільдур Гауксдоттір.

## Настільні ігри
З раннього дитинства він мав великий інтерес до настільних ігор і протягом багатьох років розробив й опублікував кілька з них. Він — автор настільної гри «Útvegsspilið» і видав її спільно з Томасом Томассоном і Йоном Йонссоном. У грі гравці змагаються, заробляючи гроші у рибній промисловості. Гра мала великий успіх в Ісландії та проклала шлях до «Rallyspilið», «Dýraspilið» й «Astróspilið», які він розробив разом з Ейнаром Торстейнном Аусгейрссоном. Він створив шахові фігури у вигляді тупілаків, міфічних істот Гренландії.

## Ілюстровані твори
- Steinn Bollason: ævintýri frá Rúmeníu, Гулмфрідур Кнудсен (1967)
- Íslenzk frímerki í 100 ár (1977)[19]
- Útvegsspilið (1977)
- Á förnum vegi: umferðarleiðbeiningar handa 7–9 ára börnum, автор Сігурдур Палссон (1979)
- Stóra barnabókin: sögur, ævintýri, ljóð, þulur, bænir, barnagælur, gátur, leikir, þrautir, föndur, Йоганна Торстейнссон (1982)
- Tröll: sögur og teikningar úr íslenskri þjóđsagnaveröld, Йон Арнасон (1982)
- Íslenskir annalar, 1400–1449, Андерс Гансен (1983)
- Blautleg ljóð, автор Skeið sf (1985)[20]
- Í stjörnumyrkri, Арі Гіслі Брагасон (1989)
- Reiðskólinn þinn: undirstöðuatriði reiðmennsku í máli og myndum, автор Гаукур Галльдоурссон (1991)
- Álfar, æsir og menn: fyrsti hluti, автор Haukur Halldórsson (2008)
- Galdur og ættarmerki, Гаукур Галльдоурссон (2008)
- Tarot norðursins, автор Гаукур Галльдоурссон (2009)
- «Fóa og Fóa feykirófa: þjóðsaga», Гаукур Галльдоурссон, Nesti og nýir skór (2015)

### Переклади англійською
- Some Icelandic recipes, by Elín Kristjánsdóttir (1973)
- Сто років ісландських марок, (1977)[21]
- Тролі в ісландському фольклорі: оповідання та малюнки, Йон Арнасон (1982)
- Ельфи, аси та люди: перша книга, Гаукур Галльдоурссон (2008)
- Yggdrasil: Norse Divination Deck, Haukur Halldórsson і Gunnhildur Hauksdóttir Видавець: Llewellyn Worldwide (2019)